# Ctimene detecta
Ctimene detecta är en fjärilsart som beskrevs av W. Warren 1907. Ctimene detecta ingår i släktet Ctimene och familjen mätare. Inga underarter finns listade i Catalogue of Life.